# Anzeling
Anzeling (fràncic lorenès Aselingen) és un municipi francès situat al departament del Mosel·la i a la regió del Gran Est. L'any 2007 tenia 467 habitants.

## Demografia

### Població
El 2007 la població de fet d'Anzeling era de 467 persones. Hi havia 156 famílies, de les quals 24 eren unipersonals (12 homes vivint sols i 12 dones vivint soles), 37 parelles sense fills, 74 parelles amb fills i 21 famílies monoparentals amb fills.
La població ha evolucionat segons el següent gràfic:

| 1800 | 1806 | 1821 | 1836 | 1841 | 1861 | 1866 | 1871 | 1875 | 1880 |
| ---- | ---- | ---- | ---- | ---- | ---- | ---- | ---- | ---- | ---- |
| 257  | 236  | 412  | 433  | 407  | 425  | 399  | 370  | 355  | 344  |
| 1885 | 1890 | 1895 | 1900 | 1905 | 1910 | 1921 | 1926 | 1931 | 1936 |
| 341  | 333  | 350  | 315  | 353  | 360  | 329  | 334  | 411  | 388  |
| 1946 | 1954 | 1962 | 1968 | 1975 | 1982 | 1990 | 1999 | 2006 | 2012 |
| 322  | 329  | 372  | 309  | 302  | 309  | 366  | 379  | 452  | 512  |

## Economia
El 2007 la població en edat de treballar era de 313 persones, 222 eren actives i 91 eren inactives. De les 222 persones actives 199 estaven ocupades (108 homes i 91 dones) i 22 estaven aturades (8 homes i 14 dones). De les 91 persones inactives 21 estaven jubilades, 35 estaven estudiant i 35 estaven classificades com a «altres inactius».

### Ingressos
El 2009 a Anzeling hi havia 173 unitats fiscals que integraven 506 persones, la mediana anual d'ingressos fiscals per persona era de 18.052,5 €.

### Activitats econòmiques
Dels 14 establiments que hi havia el 2007, 2 eren d'empreses de fabricació d'altres productes industrials, 6 d'empreses de construcció, 3 d'empreses de comerç i reparació d'automòbils, 1 d'una empresa de transport, 1 d'una empresa immobiliària i 1 d'una empresa de serveis.
Dels 6 establiments de servei als particulars que hi havia el 2009, 2 eren tallers de reparació d'automòbils i de material agrícola, 1 fusteria, 2 lampisteries i 1 electricista.
L'any 2000 a Anzeling hi havia 18 explotacions agrícoles que ocupaven un total de 312 hectàrees.

## Equipaments sanitaris i escolars
El 2009 hi havia 1 escola maternal integrada dins d'un grup escolar amb les comunes properes formant una escola dispersa i 1 escola elemental integrada dins d'un grup escolar amb les comunes properes formant una escola dispersa.

## Poblacions més properes
El següent diagrama mostra les poblacions més properes.